# كين وود (مدرب سباحة)
كين وود (بالإنجليزية: Ken Wood)‏ هو مدرب سباحة ‏ أسترالي، ولد في 8 أكتوبر 1929 في ملبورن في أستراليا، وتوفي في 16 يونيو 2018 في Clontarf, Queensland ‏ في أستراليا.